# Državna cesta D122
D122 je bila državna cesta u Hrvatskoj.
Nalazila se na otoku Šipanu i bila je jedina državna cesta na otoku. Cesta je spajala jedina dva naselja na otoku: Šipansku Luku i Suđurađ.
Ukupna duljina iznosila je 5,2 km.